# Sistema de comandament de vol
El sistema de comandament de vol convencional d'una aeronau d'ales fixes consisteix en superfícies de control de vol, els seus respectius controls a la cabina de pilotatge, els cables de comandament i els mecanismes necessaris per controlar la direcció d'una aeronau en vol. Els controls de motor també es consideren controls de vol perquè modifiquen la velocitat.
El sistema bàsic utilitzat en aeronaus aparegué per primera vegada de forma fàcilment recognoscible l'abril del 1908, en el monoplà pioner Blériot VIII de Louis Blériot.